# Usa (Sura)
Die Usa (russisch Уза) ist ein 188 km langer linker Nebenfluss der Sura im europäischen Teil Russlands.

## Verlauf
Die Usa entspringt auf den Wolgahöhen nahe der Siedlung Chwatowka im Norden der Oblast Saratow. Von dort fließt sie zunächst in westlicher und nordwestlicher Richtung durch die landwirtschaftlich intensiv genutzte Landschaft. Nach rund 55 km erreicht sie kurz nach der Einmündung der Grasnucha den Südosten der Oblast Pensa.
Hier schwenkt sie zuerst nach Westen um, wechselt aber nach der Einmündung der Suljajewka wieder in nördliche und nordwestliche Richtungen. Nachdem sie Schemyscheika passiert und die Njanga aufgenommen hat, erreicht sie bei Ust-Usa die Sura.

## Nutzung
Das Wasser der Usa wird für die Trink- und Brauchwasserversorgung verwendet. Daneben ist sie bei Bootswanderern ein beliebtes Ausflugsziel.